# Guarani, Minas Gerais
Guarani là một đô thị thuộc bang Minas Gerais, Brasil. Đô thị này có diện tích 264,837 km², dân số năm 2007 là 9915 người, mật độ 33,5 người/km².